# جائحة فيروس كورونا في باربادوس
يعد وباء كوفيد-19 في بربادوس جزءًا من وباء كوفيد-19 الحالي المسمى بمرض فيروس كورونا 2019. تحدد بدء التفشي في ووهان، الصين، في ديسمبر 2019، وأُعلن أنه حالة من حالات طوارئ الصحة العامة محل الاهتمام الدولي في 30 يناير 2020، واعتبرته منظمة الصحة العالمية وباءً في 11 مارس 2020. كوفيد-19 هو مرض معدٍ ينتج عن فيروس كورونا المرتبط بالمتلازمة التنفسية الحادة الشديدة النوع 2 (سارس-كوف-2). يعد معدل إماتة الحالات لكوفيد-19 أقل بكثير من التهابات الجهاز التنفسي الأخرى مثل المتلازمة التنفسية الحادة الوخيمة ومتلازمة الشرق الأوسط التنفسية، لكن انتقال العدوى أكبر بكثير، مع إجمالي تعداد وفيات عالي.
تأكد وصول الوباء إلى بربادوس في 17 مارس 2020 مع الإعلان عن أول حالتين، ومع وصوله إلى ذروته في 12 أبريل، كانت هناك 56 حالة نشطة. أعلنت الحكومة حالة طوارئ صحية عامة (من المقرر أن تنتهي في 30 يونيو) وخضعت البلاد لحظر تجول طوال الليل من الساعة الثامنة مساءً حتى الخامسة صباحًا (والذي تقرر أن ينتهي بعد 17 مايو): أُغلقت العديد من الأعمال وخضعت العديد من تلك التي سُمح لها بالاستمرار لجدول قائم على الاسم الأخير.

## خلفية
في 12 يناير 2020، أكدت منظمة الصحة العالمية عن ظهور فيروس كورونا المستجد كسبب للمرض التنفسي الذي أصاب مجموعة من الأشخاص في مدينة ووهان، مقاطعة خوبي، الصين، إذ أُبلغ عنهم إلى منظمة الصحة العالمية في 31 ديسمبر 2019. كانت نسبة الوفيات بين الحالات المُشخصة بكوفيد-19 أقل بكثير من جائحة فيروس سارس في عام 2003، لكن انتقال العدوى كان أكبر، والوفيات أيضًا.

## الخط الزمني

### مارس 2020
في 17 مارس 2020، أكد وزير الصحة والسلامة، المقدم جيفري بوستيك، تسجيل أول حالتين في بربادوس. أكد أيضًا أنهما سوف تبقيان في العزل حتى التعافي.
في 19 مارس 2020، تأكدت ثلاث حالات أخرى، ما رفع العدد الإجمالي إلى خمس حالات، منها زوج المرأة التي سُجلت لديها الحالة الأولى، بالإضافة إلى ركاب سفينة سياحية وشخص من نيويورك.
بحلول 24 مارس 2020، كان هناك 18 حالة مؤكدة في المجمل.
في 26 مارس 2020، أعلنت رئيسة الوزراء ميا موتلي أن البلاد وصلت إلى 24 حالة وستدخل المرحلة الثالثة من خطة التأهب الوطنية لكوفيد-19. أُعلن عن حالة طوارئ صحية عامة، وبدأ حظر التجول في الفترة بين 28 مارس و14 أبريل، ومُنع الناس من مغادرة منازلهم من الساعة الثامنة مساءً حتى السادسة صباحًا، مع السماح بحركة محدودة خلال النهار. أُغلِقت شركات القطاع الخاص من 28 مارس 2020 بحلول الساعة الثامنة مساءً حتى 15 أبريل 2020، عدا عن تلك التي استثنتها الحكومة مثل محلات البقالة والصيدليات ومحطات الوقود والمزارع، مع تحديد ساعات العمل المسموحة لكل نوع من أنواع الأعمال. سُمح للمطاعم بالفتح شريطة تقديم خدمات نوافذ السيارات والطلبات السريعة فقط. عوقب الأشخاص الذين خالفوا الأمر دون تفسير منطقي بغرامة قدرها 50,000 دولار باربادوسي، أو سنة واحدة في السجن، أو كليهما.
في 27 مارس 2020، أعلن وزير الصحة أن العدد الإجمالي للحالات بلغ 26 حالة. بحلول هذا التاريخ، كانت بربادوس قد أجرت 234 اختبارًا في المجمل.
في 29 مارس 2020، أعلن رئيس الخدمات الطبية، الدكتور أنطون بيست، عن سبع حالات جديدة ليصل العدد الإجمالي للحالات إلى 33 حالة. تعافت 19 حالة من هذه الحالات، وكُشف عن 11 حالة من خلال تعقب المخالطات، في حين كانت حالتان ما تزالان قيد الاختبار. سُجلت 16 حالة لدى ذكور و17 لدى إناث. بحلول هذا التاريخ، كانت بربادوس قد أجرت 287 اختبارًا في المجمل ولم يكن هناك أي دليل على وجود انتشار مجتمعي.
في 30 مارس 2020، أعلن وزير الصحة والسلامة جيفري بوستيك حالة جديدة واحدة، ليصل إجمالي عدد الحالات المؤكدة إلى 34 حالة.

### أبريل 2020
في 1 أبريل 2020، أعلنت القائمة بأعمال رئيسة الوزراء سانتيا برادشو ثبوت إيجابية 11 اختبارًا في اليوم السابق، أي 31 مارس 2020، ليصل إجمالي عدد الحالات المؤكدة إلى 45 حالة، والعدد الإجمالي للاختبارات التي أجريت إلى 382 اختبارًا.
في 2 أبريل 2020، أعلنت القائمة بأعمال رئيسة الوزراء سانتيا برادشو أن الناس ما يزالون يتجمعون في مجموعات كبيرة على الرغم من الإجراءات السابقة، وستوضع بربادوس نتيجة لذلك تحت حظر تجول لمدة 24 ساعة يوميًا اعتبارًا من 3 أبريل 2020 من الساعة السادسة مساءً. اعتبارًا من ذلك التاريخ، سوف تغلق جميع محلات السوبرماركت والمحلات الصغيرة والمطاعم والمكاتب الحكومية والأقسام والشركات القانونية، وسوف يُحظر بيع الكحول، وسوف يُسمح للأشخاص بمغادرة منازلهم فقط «للذهاب إلى الصيدلية، أو للبحث عن المساعدة الطبية، أو إذا كان الشخص جزءًا من الخدمات الأساسية، أو إذا كان يتعاملون مع أي من الأعمال التي استُثنيت بموجب هذا الأمر». سُمح لبعض بائعي الطعام، مثل المخابز ومستودعات الخبز و «متاجر القرى» بالعمل خلال ساعات محددة، شريطة ألا يتجمع فيها أكثر من ثلاثة أشخاص في وقت واحد.
في 3 أبريل 2020، أُخِّر بدء حظر التجول حتى الساعة الثامنة مساءً، لإتاحة الوقت للعمال للعودة إلى منازلهم بعد الإغلاق.
بحلول 4 أبريل 2020، كانت هناك 52 حالة مؤكدة في المجمل، وتراوحت أعمار المصابين بين 17 و83 عامًا. شملت الإصابات 27 من الذكور و25 من الإناث. بحلول هذا التاريخ، كانت جميع الحالات ما تزال نشطة، ولم تُسجل وفيات أو حالات تعافي.
في 5 أبريل 2020، أعلنت بربادوس عن أول حالة وفاة مرتبطة بكوفيد-19، لدى رجل يبلغ من العمر 81 عامًا كان يعاني من مرض مزمن وعاد من المملكة المتحدة إلى باربادوس في 22 مارس، وأعلنت أيضًا عن أول ستة حالات تعافي من الفيروس لدى أربعة ذكور وأُنثيين، وخرجوا من العزل في المرافق الطبية في هذا اليوم. أُعلن أيضًا عن أربع حالات جديدة، ليصل العدد الإجمالي للحالات المؤكدة إلى 56 حالة (28 من الذكور و28 من الإناث) من أصل 527 اختبارًا، كانت معظم الحالات خفيفة إلى معتدلة. لا يوجد حتى هذا التاريخ أي دليل على وجود انتشار مجتمعي. استُخدمت ثلاث أجهزة تنفس فقط حتى هذا التاريخ من أصل 37 جهازًا تابعًا للحكومة، و11 جهازًا تابعًا للقطاع الخاص وُضعوا تحت تصرف الحكومة. طُلب 150 جهاز تنفس من مصادر مختلفة. استولت حكومة الولايات المتحدة على طلبية تتضمن 20 جهاز تنفس دفع ثمنها فاعل خير. كان من المتوقع أن تصل خمس أجهزة تنفس تبرعت بهم ريانا بحلول الأسبوع التالي.
أيضا في 5 أبريل، وصل فريق من 100 متخصص في الرعاية الصحية من كوبا في هذا اليوم وأُجريت لهم اختبارات عند الوصول. كان من المقرر أن يقدموا الدعم للفرق الطبية المحلية في الخطوط الأمامية ويبدأوا العمل في منشأة هاريسون بوينت عند اكتمالها.
في 7 أبريل 2020، أُعلن أنه في 8 و9 و11 أبريل، سيُعاد فتح محلات السوبرماركت من الساعة التاسعة صباحًا إلى الرابعة مساءً لتلقي الطلبات الخارجية أو طلبات التوصيل عبر الإنترنت أو عبر الهاتف، على الرغم من أنه لن يُسمح للزبائن بدخول السوبرماركت.
في 8 أبريل، سُلمت منشأة هاريسون بوينت إلى مستشفى الملكة إليزابيث لتجهيزها بالأثاث والمعدات. استغرقت أعمال البناء التي انتهت في اليوم السابق أقل من خمسة أسابيع.
في 11 أبريل 2020، أعلنت رئيسة الوزراء ميا موتلي عن تمديد حظر التجول لمدة 24 ساعة يوميًا حتى منتصف الليل ليلة 3 مايو، بدلًا عن 14 أبريل. عنى ذلك أن المدارس لن تتمكن من إعادة فتح أبوابها مرة أخرى في 14 أبريل، لذلك سوف تُدرَس خيارات التعلم الإلكتروني والتعلم عن بعد، في حين تأجلت امتحانات القبول العام واختبارات المجلس الكاريبي للامتحانات. ذكّرت رئيسة الوزراء السكان أنه لا يوجد نقص في الإمدادات الغذائية في البلاد وأعلنت عن جدول جديد قائم على اللقب سيبدأ موردو الأغذية والبنوك باستخدامه.
في 18 أبريل 2020، بعد 23 يومًا من إعلان حالة الطوارئ الصحية العامة و15 يومًا بعد بدء حظر التجول لمدة 24 ساعة، حققت بربادوس ثلاثة أيام متتالية دون تسجيل حالات مؤكدة جديدة. بحلول هذا التاريخ، أُجري 1000 اختبار، نتج عنه تسجيل 75 حالة مؤكدة (38 أنثى، 37 ذكرًا) تراوحت أعمارهم بين 7 و95 عامًا. سُجلت 17 حالة تعافي و5 وفيات (1 أنثى، 4 ذكور)، و53 حالة نشطة.
في 19 أبريل 2020، استقبل مرفق هاريسون بوينت أول مرضاه وكان من المقرر أن يستمر نقل المرضى هناك من منشأة إنمور ومنشأة بلاكمان وغولوب خلال الأيام التالية.
في 20 أبريل 2020، أعلنت القائمة بأعمال رئيسة الوزراء سانتيا برادشو أنه على الرغم من استمرار حظر التجول، ستُتخذ بعض التدابير لتخفيف القيود، منها: وضع ساعات عمل أطول للسوبر ماركت والمحلات الصغيرة؛ والسماح لمتاجر الحاسوب بفتح أبوابها لطلبات التوصيل والطلبات السريعة؛ وإزالة محطات الوقود من قيود جدول التسوق الأبجدي. بالإضافة إلى ذلك، سيُسمح لأفراد العامة الذين فُرض عليهم التسوق في أيام العطلات الرسمية بالتسوق في الأوقات المحددة الأخرى (وقع يوم الأبطال الوطني ويوم مايو في فترة حظر التجول). أعلن وزير الصحة والسلامة جيفري بوستيك عن توسيع نطاق الاختبار، وصرح عن استخدام جهاز تهوية واحد فقط حتى هذا التاريخ.
في 24 أبريل 2020، مدد برلمان بربادوس حالة الطوارئ حتى 30 يونيو. لم يُعدل تاريخ انتهاء حظر التجول، 3 مايو.
في 30 أبريل 2020، أعلنت رئيسة الوزراء أنه اعتبارًا من 4 مايو، سيقلب حظر التجول على مدار 24 ساعة إلى حظر تجول ليلي، يسري من الساعة الثامنة مساءً حتى الخامسة صباحًا. سيُسمح بإعادة فتح بعض الأعمال التجارية منخفضة المخاطر، ولن يستمر حظر بيع الكحول، وستفتح الشواطئ من الساعة السادسة صباحًا حتى التاسعة صباحًا.

## الاستجابة
بعد فترة وجيزة من تسجيل أول حالة مؤكدة، قُدمت تحديثات يومية للعامة من قبل مختلف أعضاء الحكومة والمجتمع الطبي بما في ذلك: رئيسة الوزراء، ميا موتلي؛ والقائمة بأعمال رئيسة الوزراء ووزيرة التربية، سانتيا برادشو؛ ووزير الصحة والسلامة، المقدم جيفري بوستيك؛ والمدير الطبي بالوكالة، الدكتور أنطون بيست، ورئيس قسم الأمراض المعدية في مستشفى الملكة إليزابيث، د. كوري فوردي؛ وقيصر كوفيد-19، ريتشارد كارتر.
شجعت الحكومة على التباعد الاجتماعي، واقترحت أن يمارس الناس التباعد الجسدي لستة أقدام، ويحدوا من حجم التجمعات (مبدئيًا إلى 100، ثم 25، وفي النهاية إلى 3 أشخاص) وأوصت بشدة بارتداء أقنعة من القماش في الأماكن العامة.

### المراحل
أُعد خط ساخن لكوفيد-19 (536-4500) وحددت أربع مراحل:
- المرحلة 0: لا توجد حالات. خلال هذه المرحلة تُجرى التحضيرات تحسبًا لوصول الفيروس.
- المرحلة 1: تسجيل حالة مؤكدة. دخلت باربادوس المرحلة الأولى في 17 مارس حين أُعلن عن أول حالتين مؤكدتين.
- المرحلة 2: انتشار محدود بين البشر. دخلت باربادوس المرحلة 2 في 21 مارس حين أُعلن عن تسجيل الحالة المؤكد الرابعة عشرة.[42]
- المرحلة 3: انتشار واسع بين البشر. دخلت باربادوس المرحلة 3 في 26 مارس حين أعلِن عن الحالة المؤكد الرابعة والعشرين.

### المرافق
أنشأت الحكومة أربعة مواقع لاستخدامها كحجر صحي و/أو أماكن عزل:
- قاعدة باراغون لقوات دفاع بربادوس، كرايست تشرش.
- إنمور، كوليمور روك، سان مايكل.
- مدرسة بلاكمان وغولوب الابتدائية، ستابل غروف، كرايست تشرش.
- هاريسون بوينت، سان لوسي. يتسع المرفق لأكثر من 200 سرير، واستقبل أول مرضاه في 19 أبريل.

استُعين بفريق من 100 متخصص في العناية المركزة من كوبا لتعزيز نظام الرعاية الصحية، وتمركز عدد منهم في هاريسون بوينت.

### الاختبارات
في فبراير، أصبح معمل بيست دوس سانتوس للصحة العامة أحد المختبرات الأولى في منطقة البحر الكاريبي الجاهزة لإجراء اختبار كوفيد-19، بعد تلقي التدريب في 10 و11 فبراير حول بروتوكول البي سي آر، بالإضافة إلى تلقي معدات الاختبار والكواشف بالتعاون مع منظمة الصحة للبلدان الأمريكية (بي آيه إتش أو) ووزارة الصحة والسلامة. يقال إن الاختبار الأول أُجري في 11 فبراير.
بالإضافة إلى 50,000 مجموعة اختبار قيل إنها تحت الطلب من خلال منظمة الصحة للبلدان الأمريكية، أعلنت الحكومة في 11 أبريل عن شراء 20,000 مجموعة بسعر تكلفة من جزر كايمان. حتى هذا التاريخ، أبلغت الدولة عن إجراء 747 اختبارًا، وشمل الرقم إعادة اختبارات مرضى كوفيد-19 المتعافين.
في 20 أبريل، أعلن وزير الصحة والسلامة جيفري بوستيك عن توسيع نطاق الاختبار إذ امتلكت الحكومة 27,000 مجموعة اختبار، و2800 أداة مسحة. بحلول هذا التاريخ، أُجري 1063 اختبارًا على مدار 68 يومًا (75 منها إيجابية). خلال الأيام الستة التالية، أُجري 600 اختبار إضافي ليصل العدد إلى 1663 اختبارًا كاملًا (70 منها إيجابي).

### طوارئ الصحة العامة وحظر التجول
في 26 مارس 2020، أعلنت رئيسة الوزراء ميا موتلي أن البلاد وصلت إلى 24 حالة وستدخل المرحلة الثالثة من خطة التأهب الوطنية لكوفيد-19. على هذا النحو، أُعلِن عن حالة طوارئ صحية عامة، وتقرر أن يبدأ حظر التجول من 28 مارس في الساعة الثامنة مساءً.
في البداية، طُبق حظر التجول الكامل من الساعة الثامنة مساءً حتى السادسة صباحًا، مع طلب حركة محدودة خلال اليوم وتقرر أن ينتهي في 14 أبريل. لكن، نظرًا لأن الناس استمروا بالتجمع في مجموعات كبيرة، تحول إلى حظر تجول على مدار 24 ساعة في 3 أبريل في الساعة الثامنة مساءً، من ذلك الوقت أُغلقت جميع الأنشطة التجارية مع وجود استثناءات قليلة جدًا، منها محلات السوبرماركت والمكاتب الحكومية، وحُظر بيع الكحول. مُنع الناس من مغادرة المنزل إلا لأسباب طبية أو إذا اعتبروا جزءًا من الخدمات الأساسية أو داعمين لها. في 11 أبريل 2020، مُدد حظر التجول حتى نهاية منتصف الليل ليلة 3 مايو.
في 24 أبريل 2020، مدد برلمان بربادوس حالة الطوارئ من تاريخ انتهائها الأصلي في 27 أبريل (بعد 30 يومًا من بدئها) حتى 30 يونيو بناءً على توقع أن البلاد ستبقى تتعامل مع آثار الفيروس بعد 27 أبريل. سُمح بتنفيذ حظر التجول حتى تاريخ انتهائه، أي 3 مايو. لم تطرأ تعديلات على حظر التجول نفسه.

## التأثير
فُرضت قيود على الزيارات في المرافق الطبية ودور المسنين، في حين مُنعت الزيارات في مراكز الحجر الصحي ومراكز العزل والسجون.
أُلغي مهرجان المحاصيل لعام 2020 ومهرجان الاستقلال الوطني للفنون الإبداعية (إن آي إف سي آيه).

### حالات الوفاة
حتى 30 أبريل، سُجلت 7 وفيات متعلقة بالتغذية في بربادوس، أُعلِن عن أول حالة وفاة في 5 أبريل. شملت الوفيات أنثيين، تراوحت أعمارهما بين 57 و78، و5 ذكور تراوحت أعمارهم من 52 إلى 95 عامًا. أعلِن أن معظمهم كانوا مصابين بأمراض مصاحبة، عامةً مثل مرض السكري أو حالة طبية كامنة غير محددة. كان واحد منهم على الأقل غير بربادوسي، بل من دولة أخرى من الجماعة الكاريبية.

### الاقتصاد
أُغلِقت جميع الأنشطة التجارية غير الأساسية بما في ذلك المطاعم. مع بدء حظر التجول على مدار 24 ساعة في 3 أبريل، أُغلِقت معظم الأعمال، بما في ذلك محلات السوبرماركت. خُففت القيود المفروضة على بعض الأعمال مع مرور الوقت، وسُمح للمتاجر الكبيرة بفتح أبوابها لطلبات التوصيل والطلبات السريعة بدءًا من 8 أبريل، وسُمح للزبائن رغم ذلك بدخول السوبرماركت. عرضت بعض محلات السوبرماركت حزمًا معبأة مسبقًا بعناصر من اختيار الزبون بسعر 25 أو 50 أو 100 أو 150 دولارًا باربادوسيًا. تمكنت متاجر القرى والمحلات الصغيرة أيضًا من تلقي الطلبات وتقديم حزم معبأة مسبقًا. في 15 أبريل، بعد تذكير السكان بعدم وجود نقص في الإمدادات الغذائية في البلاد، أعلنت رئيسة الوزراء أنه رغم بقاء الطلبات السريعة وطلبات التوصيل الجارية مستمرة، سيُسمح لبائعي الفواكه والخضروات باستئناف العمل، وسوف تنفذ محلات السوبرماركت وأسواق الأسماك، ومتاجر الأجهزة والبنوك نهجًا جديدًا يُسمح فيه للعملاء بممارسة الأعمال التجارية المتعلقة بالممتلكات في أيام وأوقات محددة من الأسبوع بناءً على الحرف الأول من لقبهم. سيخصص الجدول الزمني أيضًا أوقاتًا خاصة للرعاية الصحية والعاملين الأساسيين الآخرين وكبار السن والمعوقين. في 20 أبريل 2020، سُمح لمحلات السوبر ماركت والمحلات الصغيرة بفتح أبوابها لفترة أطول، وسُمح بفتح متاجر الحاسوب لتلقي طلبات التوصيل والطلبات السريعة، ولم تعد محطات الوقود تخضع لجدول التسوق الأبجدي.

| الاثنين              | الثلاثاء             | الثلاثاء                    | الأربعاء                            | الأربعاء                            | الأربعاء                            | الخميس               | الخميس                      | الجمعة                      | الجمعة                              | السبت                               | الأحد                               | الأحد                |
| جدول التسوق          |                      |                             |                                     |                                     |                                     |                      |                             |                             |                                     |                                     |                                     |                      |
| 8-11 صباحًا           | 8-11 صباحًا           | 8 - 11 صباحًا                | 8 - 11 صباحًا                        | 8 - 11 صباحًا                        | 8 - 11 صباحًا                        | 8 - 11 صباحًا         | 8 - 11 صباحًا                | 8 - 11 صباحًا                | 8 - 11 صباحًا                        | 8 - 11 صباحًا                        | 8 - 11 صباحًا                        | 9 - 11 صباحًا         |
| أيه- بي              | أيه- بي              | المسنون وذوو الإعاقة        | المسنون وذوو الإعاقة                | سي- دي -إي -إف                      | جي- إتش- آي- جاي- كي                | جي- إتش- آي- جاي- كي | إل- إم- إن- أو- بي- كيو- آر | إل- إم- إن- أو- بي- كيو- آر | إس- تي- يو- في- دبليو- إكس- واي- زي | إس- تي- يو- في- دبليو- إكس- واي- زي | إس- تي- يو- في- دبليو- إكس- واي- زي | المسنون وذوو الإعاقة |
| 1 – 4 ظهرًا           | 1 – 4 ظهرًا           | 1 - 4 ظهرًا                  | 1 - 4 ظهرًا                          | 1 - 4 ظهرًا                          | 1 - 4 ظهرًا                          | 1 - 4 ظهرًا           | 1 - 4 ظهرًا                  | 1 - 4 ظهرًا                  | 1 - 4 ظهرًا                          | 1 - 4 ظهرًا                          | 1 - 4 ظهرًا                          | 11 - 2 ظهرًا          |
| جي- إتش- آي- جاي- كي | جي- إتش- آي- جاي- كي | إل- إم- إن- أو- بي- كيو- آر | إل- إم- إن- أو- بي- كيو- آر         | إس- تي- يو- في- دبليو- إكس- واي- زي | العاملون الأساسيون                  | العاملون الأساسيون   | آيه- بي                     | آيه- بي                     | سي- دي- إي- إف                      | سي- دي- إي- إف                      | سي- دي- إي- إف                      | العاملون الأساسيون   |
| جدول المصارف         |                      |                             |                                     |                                     |                                     |                      |                             |                             |                                     |                                     |                                     |                      |
| 9 صباحًا - 1 مساءً     | 9 صباحًا - 1 مساءً     | 9 صباحًا - 1 مساءً            | 9 صباحًا - 1 مساءً                    | 9 صباحًا - 1 مساءً                    | 9 صباحًا - 1 مساءً                    | 9 صباحًا - 1 مساءً     | 9 صباحًا - 1 مساءً            | 9 صباحًا - 1 مساءً            | 9 صباحًا - 1 مساءً                    |                                     |                                     |                      |
| آيه- بي              | المسنون وذوو الإعاقة | المسنون وذوو الإعاقة        | سي- دي- إي- إف                      | سي- دي- إي- إف                      | سي- دي- إي- إف                      | جي- إتش- آي- جاي- كي | جي- إتش- آي- جاي- كي        | إل- إم- إن- أو- بي- كيو- آر | إل- إم- إن- أو- بي- كيو- آر         |                                     |                                     |                      |
|                      |                      |                             | 1 - 4 مساءً                          | 1 - 4 مساءً                          | 1 - 4 مساءً                          | 1 - 4 مساءً           | 1 - 4 مساءً                  |                             |                                     |                                     |                                     |                      |
|                      |                      |                             | إس- تي- يو- في- دبليو- إكس- واي- زي | إس- تي- يو- في- دبليو- إكس- واي- زي | إس- تي- يو- في- دبليو- إكس- واي- زي | العاملون الأساسيون   | العاملون الأساسيون          |                             |                                     |                                     |                                     |                      |

يمكن للشركات التي تدعم الخدمات الأساسية أن تتقدم بطلب استثناء من المدعي العام لتتمكن من العمل. ستنشئ إن آي إس نظامًا يتضمن عمال إضافيين لإدارة العدد المتزايد من الأشخاص الذين يتقدمون للحصول على إعانات البطالة.
نتيجة لتقديم أكثر من 14,000 طلب إعانة بطالة، أنشأ الإن آي إس نظامًا منفصلًا يتضمن عمال إضافيين لإدارة إعانات البطالة بهدف توفير الشيكات الأولى في غضون 10 أيام. سوف تغطي الشيكات أربعة أسابيع بدلًا من أسبوع واحد.

### التعليم
أُغلقت جميع المدارس، ورغم أنه كان من المتوقع إعادة فتحها في 14 أبريل، حال تمديد حظر التجول حتى 3 مايو دون ذلك. قد تبحث بعض المدارس في إمكانية التعلم الإلكتروني والتعليم عن بعد كبديل. تأجلت الاختبارات الوطنية والإقليمية مثل امتحانات القبول العام واختبارات المجلس الكاريبي للامتحانات.

### السفر
لم تغلق حدود البلاد أمام حركة الطيران التجارية على الرغم من وجود عدد قليل جدًا من رحلات الركاب التي بقيت مستمرة، وسيخضع بعض الركاب القادمين للحجر الصحي لمدة 14 يومًا.